# 曾垂紀
曾垂紀（1957年1月18日—)，台灣專業銀行金融經理人。現任中華開發工業銀行常務董事兼總經理。

## 家庭
1997年與劉憶如結婚，育有二女，2010年5月離婚。之前在美國另有一段婚姻。